# Alex Deibold
Alex Deibold (ur. 8 maja 1986 w New Haven) – amerykański snowboardzista specjalizujący się w snowcrossie, brązowy medalista olimpijski.

## Kariera
Po raz pierwszy na arenie międzynarodowej pojawił się 7 marca 2002 roku w Waterville Valley, gdzie w zawodach FIS Race zajął 16. miejsce w halfpipe'ie. W marcu 2006 roku wystartował na mistrzostwach świata juniorów w Klinovcu i Oberwiesenthal, gdzie jego najlepszym wynikiem było 22. miejsce w snowcrossie. Był też czwarty w tej konkurencji podczas mistrzostw świata juniorów w Vivaldi Park w 2006 roku.
W Pucharze Świata zadebiutował 17 lutego 2007 roku w Furano, gdzie zajął 26. miejsce w snowcrossie. Na podium zawodów pucharowych po raz pierwszy stanął sześć lat później 17 lutego 2013 roku w Soczi, kończąc rywalizację na drugiej pozycji. W zawodach tych rozdzielił dwóch Austriaków: Alessandro Hämmerle i Markusa Schairera. Najlepsze wyniki osiągnął w sezonach 2014/2015 i 2016/2017, kiedy to zajmował szóste miejsce w klasyfikacji snowcrossu.
Największy sukces w karierze osiągnął w 2014 roku, zdobywając brązowy medal podczas igrzysk olimpijskich w Soczi. W zawodach tych wyprzedzili go jedynie Francuz Pierre Vaultier i Rosjanin Nikołaj Olunin. Był też między innymi piętnasty na mistrzostwach świata w Arosie w 2007 roku i rozgrywanych dziesięć lat później mistrzostwach świata w Sierra Nevada.

## Osiągnięcia

### Igrzyska olimpijskie
| Miejsce | Dzień     | Rok  | Miejscowość | Konkurencja    | Zwycięzca       |
| ------- | --------- | ---- | ----------- | -------------- | --------------- |
| 3.      | 18 lutego | 2014 | Soczi       | Snowboardcross | Pierre Vaultier |

### Mistrzostwa świata
| Miejsce | Dzień       | Rok  | Miejscowość   | Konkurencja              | Zwycięzca        |
| ------- | ----------- | ---- | ------------- | ------------------------ | ---------------- |
| 15.     | 14 stycznia | 2007 | Arosa         | Snowboardcross           | Xavier de Le Rue |
| 26.     | 18 stycznia | 2011 | La Molina     | Snowboardcross           | Alex Pullin      |
| 17.     | 16 stycznia | 2015 | Kreischberg   | Snowboardcross           | Luca Matteotti   |
| 15.     | 12 marca    | 2017 | Sierra Nevada | Snowboardcross           | Pierre Vaultier  |
| 23.     | 11 lutego   | 2021 | Idre Fjäll    | Snowboardcross           | Lucas Eguibar    |
| 9.      | 12 lutego   | 2021 | Idre Fjäll    | Snowboardcross drużynowy | Australia        |

### Puchar Świata

#### Miejsca w klasyfikacji snowcrossu
- sezon 2006/2007: 15.
- sezon 2007/2008: 42.
- sezon 2008/2009: 56.
- sezon 2009/2010: 21.
- sezon 2010/2011: 18.
- sezon 2011/2012: 27.
- sezon 2012/2013: 12.
- sezon 2013/2014: 20.
- sezon 2014/2015: 6.
- sezon 2015/2016: 13.
- sezon 2016/2017: 6.

#### Miejsca na podium w zawodach
1. Soczi – 17 lutego 2013 (snowcross) - 2. miejsce
2. Lake Louise – 21 grudnia 2013 (snowcross) - 3. miejsce
3. La Molina – 21 marca 2015 (snowcross) - 2. miejsce
4. Solitude – 21 stycznia 2017 (snowcross) - 3. miejsce
5. Veysonnaz – 25 marca 2017 (snowcross) - 2. miejsce
6. Big White – 25 stycznia 2020 (snowcross) - 3. miejsce